# Ti stimo fratello
Ti stimo fratello è un film del 2012 scritto e diretto da Giovanni Vernia e Paolo Uzzi.
Il film ha per protagonisti due fratelli gemelli, il tonto e stralunato Jonny e la sua controparte "normale" Giovanni, interpretati dallo stesso regista Giovanni Vernia. La storia è fortemente autobiografica, in quanto Vernia, laureato in ingegneria all'Università di Genova, è diventato famoso come comico interpretando il personaggio di Jonny Groove, scatenato ed ingenuo giovane ossessionato dal ballo in discoteca; il titolo del film deriva proprio da una delle frasi pronunciate più spesso da tale personaggio.
Il film complessivamente ha incassato 2.070.114 di euro.

## Trama
Jonny e Giovanni Vernia sono due fratelli gemelli originari di Genova, fisicamente uguali ma diversissimi come carattere: Giovanni è intelligente, tranquillo, serio e studioso e si è laureato in ingegneria elettronica con il massimo dei voti, mentre Jonny, esuberante, ingenuo e stralunato, è un'autentica mina vagante che dimostra un'ignoranza che sfiora l'idiozia e ha come unici pensieri fissi le discoteche e la musica house, in quanto, quando era neonato, un infermiere involontariamente fece cadere nella sua culla un walkman con cuffie che riproduceva il brano You Should Be Dancing dei Bee Gees. Fin da quando erano bambini, mentre Giovanni faceva diligentemente i compiti, Jonny imitava davanti alla televisione i passi del suo mito John Travolta nel film La febbre del sabato sera.
Giovanni, per il quale non è stato facile crescere con un fratello come Jonny, immediatamente dopo la laurea si trasferisce a Milano, volendo costruirsi una carriera professionale e sottrarsi all'influenza dell'oppressiva zia paterna Vittoria e del padre Michele, maresciallo della Guardia di Finanza che ha sempre messo lo zampino nei momenti importanti della vita di Giovanni, spesso corrompendo gli altri per aiutare il figlio a raggiungere i suoi obiettivi; a rendere evidente ciò sono i numerosi orologi da polso falsi sequestrati dal finanziere e regalati ai conoscenti. Stabilitosi nel capoluogo lombardo, tutte le aziende a cui si rivolge non sono interessate a nuove assunzioni e si ritrova costretto a lavorare come tecnico di fotocopiatrici fino a quando, eseguendo una riparazione in un'agenzia pubblicitaria, vi incontra l'altezzosa e dispotica Federica Ricci, direttrice commerciale e figlia del presidente dell'azienda Roberto, con la quale si fidanza e che lo fa assumere dal padre come pubblicitario: un lavoro che non c'entra assolutamente nulla con i suoi studi ma che, insieme al fidanzamento con la ragazza, gli consente di sistemarsi. Tutto fila liscio fino a quando una mattina Jonny non piomba a sorpresa a casa del fratello e di Federica: grazie a una raccomandazione del padre, il ragazzo ha superato l'esame scritto per entrare nella Guardia di Finanza e deve sostenere proprio a Milano il successivo esame orale.
Appena arrivato a Milano, dopo aver provocato diversi guai a casa di Giovanni e Federica, Jonny vede una pubblicità in televisione con il DJ Albertino che riguarda il Gilez, nota discoteca della città, ed inizia a recarsi al Gilez di continuo, invece di studiare; nel giro di poco tempo diventa una star della notte, facendosi chiamare Jonny Groove, riuscendo ad entrare anche senza invito grazie a tre drag queen (una delle quali è in realtà un suo amico d'infanzia) ed innamorandosi di Alice, giovane cameriera della quale anche Giovanni è innamorato. A un certo punto Alice inizia a ricambiare le attenzioni di Giovanni, ma solo perché lo ha scambiato per lo scatenato fratello e, credendo che si tratti di un solo uomo dalla doppia vita, è rimasta impressionata (e Giovanni, capendo di piacerle proprio per colpa di tale equivoco, la asseconda al riguardo). Nonostante Jonny non abbia studiato nulla, il suo esame all'inizio sembra andare bene, in quanto ad interrogarlo è il maresciallo Di Prima, amico del padre del ragazzo, che cerca di promuoverlo senza chiedergli niente, tuttavia poco dopo arriva un altro finanziere che inizia a porre domande serie, quindi Jonny viene bocciato, provocando l'ira del maresciallo Vernia; come se non bastasse, Jonny provoca un'esplosione in caserma (facendo cadere una serie di scooter che perdono benzina, sulla quale cade una sigaretta gettata da un finanziere), reato per cui, però, viene incriminato ed arrestato Giovanni, dal momento che sul luogo del misfatto viene rinvenuta la sua giacca con dentro i documenti, che Giovanni aveva prestato al fratello per dargli un aspetto più presentabile e che Jonny aveva gettato in un bidone prima di entrare in caserma.
Giovanni viene quindi brevemente incarcerato, motivo per cui può partecipare a un importante appuntamento di lavoro con dei clienti americani che vorrebbero affidarsi all'agenzia per pubblicizzare una pizza davvero disgustosa, che Giovanni odia. Federica, in estremo ritardo e non volendo fare brutta figura con il padre, porta con sé al meeting Jonny (spacciandolo per il fratello grazie alla somiglianza fisica), il quale proprio non riesce a non comportarsi stupidamente, ma il suo istrionismo convince gli americani e l'affare va in porto. Viene quindi organizzata una festa aziendale nella villa di Roberto, costruita in maniera abusiva, a cui partecipano anche il padre dei gemelli, che intanto ha provveduto a far scagionare Giovanni grazie alle sue conoscenze tra i finanzieri, ed Alice, che si trova lì in veste di cameriera. Federica, che intanto si è resa conto che Giovanni è innamorato di Alice, dichiara pubblicamente di volerlo sposare; Giovanni, per tutta risposta, confessa di non amarla più e di preferire Alice.
Quella stessa sera Alice scopre che Jonny e Giovanni sono in realtà due persone diverse ed istintivamente sferra un calcio a Giovanni per averla ingannata, ma poi si rende conto di amarlo comunque e decide di mettersi comunque con lui.
Il futuro riserva destini molto differenti ai protagonisti: Giovanni ha una figlia con Alice, trova finalmente un lavoro come ingegnere elettronico e gli viene offerta una promozione al ruolo di direttore di reparto, ma perde l'opportunità a causa di un equivoco (crede erroneamente che l'orologio del direttore del personale sia uno dei tanti regalati dal padre e lo distrugge urlando di voler essere apprezzato per quello che è); Federica fa coppia fissa con il suo maestro di danza latino-americana (attività in cui aveva sempre cercato senza successo di coinvolgere anche Giovanni); il padre dei fratelli Vernia fa arrestare il padre di Federica per evasione fiscale ed abusivismo edilizio e fa pignorare e chiudere la sua azienda; Jonny, invece, è l'unico a non aver cambiato vita e viene mostrato insieme alle sue amiche drag queen a Roma mentre osserva il Colosseo, dichiarando di ritenerlo brutto ed antiquato e proponendo di demolirlo per costruire al suo posto una discoteca.

## Produzione
Le riprese del film sono iniziate il 21 giugno 2011 e si sono svolte a Genova, Milano, Roma e Varigotti (la scena al mare).

## Distribuzione
Il film è uscito nelle sale cinematografiche italiane il 9 marzo 2012 distribuito da Warner Bros. Pictures Italia.